# جلجل (آلة إيقاعية)
الجُلْجُل (الجمع: جَلاجِل) هو نوع من الأجراس يتميز برناته بأعداد كبيرة ويُستخدم كآلة إيقاعية ويعتبر من أرخص أنواع الأجراس ويتميز بشكل صفائح معدنية والتي تكون على شكل كروي والتي توجد بداخلها كرات هزازة تساعدها على الرنين.